# 阿尔达布拉环礁
阿尔达布拉环礁（Aldabra），又称阿尔达布拉群岛，是世界第二大珊瑚环礁，印度洋上塞舌尔群岛的一部分。由于地理位置极其孤立而无人居住，阿尔达布拉环礁几乎完全没有受到人类的破坏。有等独特生物，1982年列入联合国教科文组织世界遗产名录 。

## 历史
葡萄牙航海家于1511年首次发现阿尔达布拉环礁，而在此之前，阿拉伯人已经知道这一环礁，并将其命名为阿尔达布拉。18世纪中期，环礁与法国殖民统治的留尼汪存在依赖关系，这就加剧法国人对的捕获。
1810年，毛里求斯、留尼汪、塞舌尔和等岛屿被英国殖民者占有，岛上被大量捕杀。之后，留尼汪被法国收回，阿尔达布拉环礁和其他地区变为塞舌尔占有。远航的海员时常登陆阿尔达布拉环礁抓捕乌龟作为食物，例如在1842年，有两艘船登岛共抓捕了1200余只乌龟。到1900年以后，岛上乌龟濒临灭绝，常常出现全船人员三天才能捕到一只乌龟的情况。
阿尔达布拉环礁与法夸尔群岛和德罗什岛从1965年到1976年塞舌尔独立之前，为英属印度洋领地的一部分。在20世纪60年代，英国曾考虑允许美国将阿尔达布拉环礁作为一个空军基地。后因生态主义者的严正抗议，军事计划取消，当地也因此得到较好的保护。1982年列入世界遗产名录，由塞舌尔岛基金会管理  。

## 地理
阿尔达布拉环礁比塞舌尔的主岛马埃岛更靠近非洲大陆，两者距离超过1,100 km。环礁在马达加斯加岛西北方、科摩罗群岛的东北方，距离两地都约426 km。环礁中心坐标9°24′S 46°22′E / 9.400°S 46.367°E，是塞舌尔外岛中亚达伯拉群岛的一部分 。
阿尔达布拉环礁是世界上陆地面积第二的环礁，次于基里巴斯的圣诞岛，群岛长34千米，宽14.5千米，海拔高于8米。陆地面积155.4 km²，潟湖面积224 km²，其中三分之二的地方会在低潮时干涸。阿尔达布拉环礁包括四个主要岛屿，从南开始逆时钟方向分别为：大特雷（南岛, 116.1 km²）、马拉巴尔岛（中岛，26.8 km²）、Polymnie岛（4.75 km²）、皮卡德岛（西岛，9.4 km²）。此外，还有40多个更小的岛屿和礁石，均在潟湖内部。潟湖内部中的主要小岛有东部的米歇尔岛（0.34 km²）和西部的艾斯普利特岛（0.41 km²）。
岛上主要由石灰岩高地、沙丘和有珊瑚礁痕迹的海滩构成。

## 生物

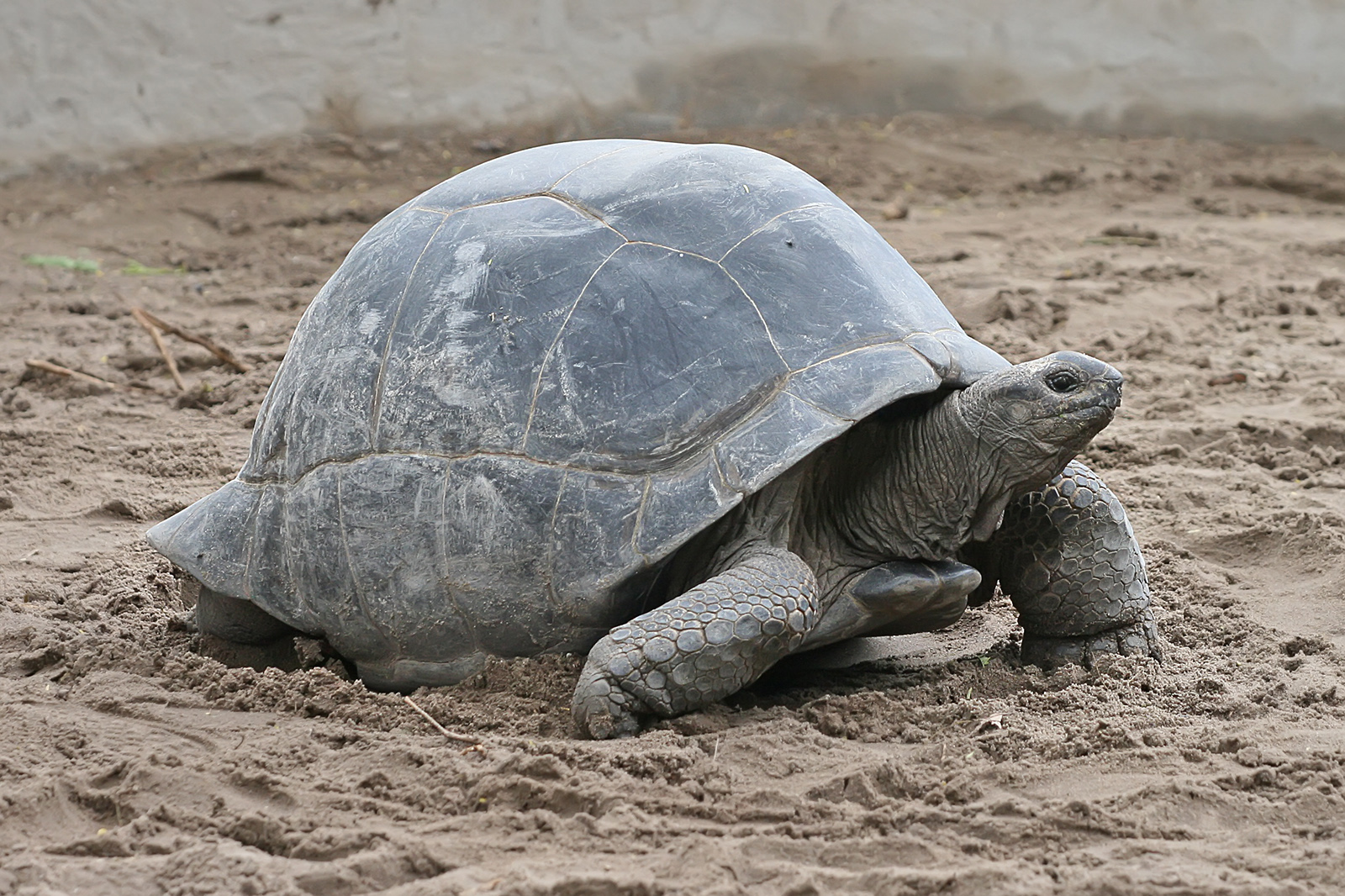
阿尔达布拉象龟

阿尔达布拉环礁上生长19种特有植物，植物种群丰富。岛上最多的是水芫花属植物，沿海被厚厚的灌木覆盖。灌木群低处为阿尔达布拉象龟的主要栖息地。阿尔达布拉环礁是世界上阿尔达布拉象龟数量最多的地方，现存大约100,000只。此外，还有世界上最大的陆生节肢动物椰子蟹以及双髻鲨、鬼蝠魟、绿蠵龟、梭子魚、玳瑁等。昆虫群种超过1000种，其中有36种是地方种。由于环礁地理位置偏僻，海鸟多在此繁殖，主要有大军舰鸟、小军舰鸟、红脚鲣鸟、燕鸥、伪装鲣鸟等。

## 世界遗产
阿尔达布拉环礁于11月19日正式列入联合国教科文组织世界遗产名录，登录面积35,000 ha。该世界遗产被认为满足世界遺產登錄基準中的以下基準而予以登錄：
- （vii）包含出色的自然美景与美学重要性的自然现象或地区。
- （ix）在陆上、淡水、沿海及海洋生态系统及动植物群的演化与发展上，代表持续进行中的生态学及生物学过程的显著例子。
- （x）拥有最重要及显著的多元性生物自然生态栖息地，包含从保育或科学的角度来看，符合普世价值的濒临绝种动物种。